# Tisa Farrow
Theresa Magdalena "Tisa" Farrow (Los Angeles, 22 juli 1951 – Rutland (Vermont), 10 januari 2024) was een Amerikaanse actrice, model en geregistreerd verpleegster. Ze is de jongste zus van actrice Mia Farrow.

## Leven
Farrow, werd geboren in Los Angeles, Californië, als dochter van de in Ierland geboren actrice Maureen O'Sullivan en de in Australië geboren filmregisseur John Farrow. Ze was de jongste van vier meisjes en drie jongens; haar broers en zussen zijn Mia (geb. 1945), Prudence (geb. 1948), Stephanie (geb. 1949), Michael Damien (1939–1958), Patrick Joseph (1942–2009) en John Charles (geboren 1946).

## Loopbaan
Tisa begon met acteren kort nadat haar oudere zus Mia Farrow naar het sterrendom was gestegen. Farrows eerste filmoptreden was in Homer (1970), geregisseerd door John Trent. Ze heeft een deel van haar carrière in b-horrorfilms doorgebracht, terwijl ze ook projecten met een hoger profiel nastreefde met enkele van de beter bekende Amerikaanse regisseurs.
Farrow is bekend vanwege de hoofdrol in de horrorfilm Zombi 2 uit 1979 van Lucio Fulci, maar ze verscheen ook in  La Course du lièvre à travers les champs van René Clément, Fingers (1978) de eerste lange speelfilm van James Toback, Manhattan (1979) van Woody Allen en The Last Hunter (1980) van Antonio Margheriti. Haar laatste rol was in Antropophagus (1980) van Joe D'Amato, een andere "video nasty".

## Filmografie
- Homer (1970)
- La Course du lièvre à travers les champs (1972)
- Some Call It Loving (1973)
- Blazing Magnum (1976)
- Fingers (1978)
- Search and Destroy (1979)
- Manhattan (1979)
- Winter Kills (1979)
- Zombi 2 (1979)
- The Last Hunter (1980)
- Antropophagus (1980)

- Bibsys: 7015104
- Biblioteca Nacional de España: XX1673805
- Bibliothèque nationale de France: cb14176427x (data)
- Catàleg d'autoritats de noms i títols de Catalunya: 981061013043806706
- Gemeinsame Normdatei: 138155968
- International Standard Name Identifier: 0000 0001 1444 4217
- Library of Congress Control Number: nr2002044405
- Nationale Bibliotheek van Tsjechië: xx0159562
- Système universitaire de documentation: 185499244
- Virtual International Authority File: 54356957
- WorldCat: E39PBJdcyy9f8HwqqGcKhX6VG3